# Harriet Sohmers Zwerling
Harriet Sohmers Zwerling var en amerikansk forfatter og kunstnermodel. Hun var et betydningsfuldt medlem af beatgenerationen og boede i Paris i 1950'erne og var en del boheme-miljøet omkring James Baldwin.
Hun oversatte en roman af Marquis de Sade for Obelisk Press og arbejdede for International Herald Tribune. I 1959 flyttede hun til New York og blev en del af det litterære miljø dér, og hvor hun udgav historier, arbejdede som redaktør og model for nogle af New Yorks vigtigste malere. Hun havde elskere af begge køn (bl.a. Susan Sontag). I 1963 giftede hun sig med sømanden og bohemen Louis Zwerling, som hun fik en søn med, musikeren Milo Z. Hun underviste i Brooklyn i 28 år. I 2003 udkom en samling af hendes tekster, Notes of a Nude Model & Other Pieces. Hun er med i dokumentarfilmen Still Doing It om ældre kvinders sexliv.

Denne artikel er en oversættelse af artiklen Harriet Sohmers Zwerling på den engelske Wikipedia. 